# Bernienville
Bernienville är en kommun i departementet Eure i regionen Normandie i norra Frankrike. Kommunen ligger i kantonen Évreux-Nord som tillhör arrondissementet Évreux. År 2022 hade Bernienville 295 invånare.

## Befolkningsutveckling
Antalet invånare i kommunen Bernienville
Referens:INSEE